# Xã Putman, Quận Fulton, Illinois
Xã Putman (tiếng Anh: Putman Township) là một xã thuộc quận Fulton, tiểu bang Illinois, Hoa Kỳ. Năm 2010, dân số của xã này là 2.137 người.